# Боряев, Иван Васильевич
Иван Васильевич Боряев (июнь 1894 — 10 сентября 1938) — русский и советский военный деятель, участник Первой мировой войны и Гражданской войны в России, комбриг (1936).

## Биография
Родился в июне 1894 года в г. Ардатове Нижегородской губернии в семье русского мелкого торговца. В 1911 г. окончил высшее начальное училище, а в 1913 г. — лесную школу при Сережинском лесничестве. С октября 1913 г. помощник землемера, лесной техник, лесной кондуктор-съемщик в Нижегородском губернском землеустройстве. С января 1914 г. лесной техник лесоустроительной партии Вятской губернии.

### Первая мировая война
В мае 1916 г. призван в Русскую императорскую армию. Служил рядовым в 154-м запасном пехотном полку, который располагался в г. Глазов Казанского военного округа. В составе 734-го пехотного Прешканского полка 184-й пехотной дивизии принимал участие в боях под г. Крейцбургом. С мая 1917 г. юнкер Гатчинской школы прапорщиков, которую закончил в августе 1917 г. С сентября 1917 г. младший офицер 284-го пехотного Венгерского полка 71-пехотной дивизии. Служил младшим офицером в г. Гатчине, а затем в войсках Румынского фронта. После демобилизации из старой армии возвратился на родину и работал земельным комиссаром Успенской волости Ардатовского уезда, заведующим Дубовской лесной дачей, заведующим Тепловским лесничеством, товарищем (заместителем) таксатора Вятского лесоустройства. В конце августа 1918 г. как бывший офицер был арестован ЧК г. Вятки. Под арестом находился до октября 1918 г.

### Гражданская война в России
С 15 октября 1918 г. в Рабоче-крестьянской Красной армии командир взвода 87-го пехотного полка. С октября 1918 г. помощник командира роты 2-го Уральского запасного батальона. С декабря 1918 г. помощник командира, с февраля 1919 г. командир 1-го отдельного Вятского лыжного батальона и начальник боевого участка Особого Северного экспедиционного отряда 3-й армии Восточного фронта. В мае 1919 г. вступил в коммунистическую партию. С 10 мая 1919 г. командир 1-го полка Особого Северного экспедиционного отряда, с августа того же года командир 454-го стрелкового полка 51-й стрелковой дивизии. Участник боев на р. Кама, под Верхотурьем, Туринском, Тюменью, на р. Тобол. Из приказа Реввоенсовета Республики № 370 от 31 июля 1920 г.: «Утверждается присуждение… РВС 5-й армии ордена Красного Знамени командиру 454 стрелкового полка тов. Боряеву Ивану Васильевичу за отличие, выразившееся в следующем: 11 мая 1919 г., когда был объявлен приказ о переходе в решительное наступление по всему фронту, 454 стрелковый полк, получив задачу нанести удар врагу по тракту из Кирсинского завода на Песковский и далее на село Афанасьевское, наголову разбил 25 Тобольский и 61 Чердынский полки и, проходя с боем по 50 верст в сутки, взял Песковский завод и вышел на линию реки Камы, где на правом берегу засел, окопавшись, противник, который, обстреливая все пространство, не давал возможности появляться на берегу даже и одиночным людям. 27 июня и 2 июля того же года, в бою под с. Ильинским, когда левофланговые части Особой бригады под давлением превосходных сил противника отошли в с. Ильинское, где оборонялся 454 стрелковый полк, тов. Боряев, получив приказание не давать с. Ильинского, геройски отражал все атаки противника. 18 августа того же года, когда дана была задача выбить противника, занимавшего в составе 7 Тобольской и 15 Боткинской дивизий с. Покровское, тов. Боряев повел свой полк в наступление на дер. Монастырскую и к 11 часам утра подошел к сильно укрепленным позициям у села Покровского. Атака позиции с фронта была отбита сильным огнем противника, засевшего в хорошо оборудованных окопах. Тов. Боряев, видя критическое положение, воодушевив красноармейцев, лично повел батальон в атаку и, опрокинув упорного противника, на его плечах ворвался и занял села Покровское и Усалку». В апреле — мае 1920 г. помощник начальника штаба 152-й стрелковой бригады 51-й стрелковой дивизии Южного фронта. С мая 1920 г. командир той же бригады, которая под его командованием отличилась при разгроме войск генерала Врангеля в Крыму.

### Межвоенный период
В 1921 г. командир полка ЧОН (г. Екатеринослав), участник борьбы с бандитизмом на Украине. В июле 1921 г. выбыл из партии механически. После болезни с апреля 1922 г. командир 512-го Троицкого, с июня того же года 171-го стрелковых полков 57-й Екатеринбургской стрелковой дивизии. С октября 1925 г. помощник командира 21-й Пермской стрелковой дивизии. В 1927 г. окончил КУВНАС при Военной академии имени М. В. Фрунзе. Участник советско-китайского военного конфликта 1929 г. на КВЖД. С 16 ноября 1930 г. командир 2-й Приамурской стрелковой дивизии. В 1931 г. вновь был принят кандидатом в члены ВКП(б). В 1932—1934 гг. в штабе ОКДВА. С февраля 1934 г. комендант Полтавского укрепленного района. В 1934—1936 гг. слушатель Особого факультета Военной академии имени М. В. Фрунзе. После введения персональных званий для личного состава Красной армии и флота 17 февраля 1936 г. ему было присвоено звание комбрига приказом Народного комиссариата обороны СССР № 0748/п. С 15 ноября 1936 г. — командир 21-й Пермской стрелковой дивизии.
13 июля 1937 г. по политическому недоверию уволен в запас. Арестован 27 июля 1937 г. Военной коллегией Верховного суда СССР 10 сентября 1938 г. по обвинению в принадлежности с 1922 г. к офицерско-монархической организации (РОВС) и участии в военном заговоре приговорен к расстрелу (статья 58 пункты 1"б", 8, 11). Приговор приведен в исполнение в тот же день. Определением Военной коллегии от 8 сентября 1956 г. реабилитирован.

## Воинские чины и звания
- Прапорщик — 9 июля 1917;
- Комбриг — 17 февраля 1936.

## Награды
- Орден Красного Знамени (31.07.1920);
- Золотые часы.

## Семья
Один из братьев И. В. Боряева также был офицером, в 1932 г. находился в эмиграции в Болгарии.